# رود امریکن
رود امریکن رودی است به رود ساکرامنتو می‌ریزد. این رود از کشور ایالات متحده آمریکا می‌گذرد.